# Rostysław Bratuń
Rostysław Andrijowycz Bratuń (ukr. Ростислав Андрійович Братунь; ur. 7 stycznia 1927 w Lubomlu, zm. 8 września 1995 we Lwowie) – ukraiński poeta, publicysta i działacz społeczny. 

## Życiorys
Był synem Andrija Bratunia, działacza społecznego, posła na Sejm II RP. W młodości utrzymywał kontakty z młodzieżowym skrzydłem Organizacji Ukraińskich Nacjonalistów. W 1950 ukończył Lwowski Narodowy Uniwersytet im. Iwana Franki. Od 1954 był członkiem Komunistycznej Partii Związku Radzieckiego. W latach 1963–1966 pełnił funkcję redaktora naczelnego pisma literackiego Żowteń (obecnie Dzwin). Od 1966 do 1980 kierował lwowską organizacją Związku Pisarzy Ukraińskiej SRR. Został usunięty z tej funkcji za udział w pogrzebie zmarłego w niewyjaśnionych okolicznościach Wołodymyra Iwasiuka. W 1989 jako pierwszy demokratyczny kandydat został wybrany deputowanym ludowym ZSRR z zachodniej Ukrainy. W tej roli wypowiadał się za niepodległością kraju i usuwaniem z niego sowieckiej symboliki oraz wspierał dążenia wolnościowe innych republik związkowych. W 1993 zawiesił banderę na flagowym okręcie ukraińskiej floty Hetmanie Sahajdacznym.
Był autorem zbiorów wierszy Wereseń (1949), Pisnia pro wolu (1953), Wogoń (1956), Ja syn Ukrainy (1958), Bujnocwit (1964), Watra (1966), Perechrestia (1969), Witryła mojej doły (1971), Grani wiku (1976), Oderżymist' (1976) i Cwet heorhin, a także książek Krapka bez i (1959), Ludyna rozprawlaje kryła (1961) i Słowo gniwu (1975). Tworzył teksty do melodii Wołodymyra Iwasiuka, Anatolija Kos-Anatolskiego, Jewhena Kozaka i Myrosława Skoryka. Napisał libretto do opery Anatolija Kos-Anatolskiego Zarewo z 1975.
Był kawalerem orderów Przyjaźni Narodów i „Znak Honoru”. Według żony Neonilli, przed śmiercią w wyniku tajemniczej choroby zdążył oświadczyć, że został otruty. Jest pochowany na Cmentarzu Łyczakowskim we Lwowie.